# Cambernon
Cambernon é uma comuna francesa na região administrativa da Normandia, no departamento Mancha. Estende-se por uma área de 16,85 km². Em 2010 a comuna tinha 714 habitantes (densidade: 42,4 hab./km²).